# لیسشیل
شهر لیسشیل (به سوئدی: Lysekil) در ناحیه شهری لیسشیل در کشور سوئد واقع شده‌است. جمعیت این شهر ۲۰۸۷٫۴۹  نفر است.

## نگارخانه

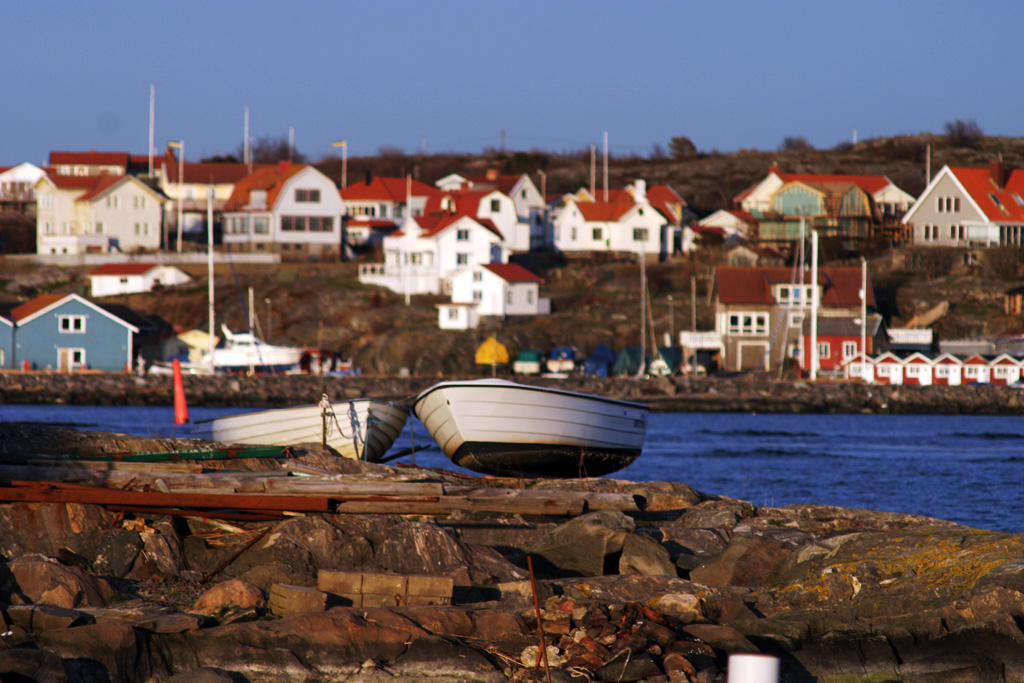